# Стадион Хунгкоу
Стадион Вухан (武汉体育中心体育场) је вишенаменски стадион, који се налази у Шангају, (Кина. Капацитет стадиона износи 33.060 места за седење. Овај стадион је домаћи стадион фудбалског клуба ФК Шангај Шенхуа.
Стадион је смештен у округу Хонгкоу и има максималан капацитет од 33.060 људи. То је био први фудбалски стадион изграђен у Кини. Стадион је поново изграђен 1999. године, преко претходног стадиона Хонгкоу старог 46 година, спортског стадиона за опште употребе који је сада замењен стадионом Шангај. Налази се у близини парка Лу Ксун.

## Историја
Стадион има 3 терена за сквош и зид за пењање, који је поново изграђен почетком 2009. Стадион се углавном користи за фудбалске утакмице и то је домаћи стадион локалне фудбалске репрезентације Шангај Шенхуа. Такође је био домаћин финала ФИФА Светског првенства за жене 2007. Стадион је такође био дом женског фудбалског клуба Шангај Готај Јунан јонгбо, локалног женског фудбалског тима, у сезони 2016.
Фудбалски стадион Хонгкоу је 2013. године био домаћин Националног електронског спортског турнира (НЕСТ).